# 쏘리 투 보더 유
《쏘리 투 보더 유》(영어: Sorry to Bother You)는 2018년 개봉한 미국의 SF 블랙 코미디 영화이다. 부츠 라일리의 감독 데뷔작이며 라일리가 각본도 맡았다. 2018년 1월 20일 제34회 선댄스 영화제에서 전 세계 최초로 상영되었다.

## 출연
- 키스 스탠필드 - 캐시어스 "캐시" 그린 역
  - 데이비드 크로스 - 캐시의 백인 목소리 역
- 테사 톰프슨 - 디트로이트 역
  - 릴리 제임스 - 디트로이트의 백인 목소리 역
- 저메인 파울러 - 샐버도어 역
- 오마리 하드윅 - _______ 씨 역[2]
  - 패튼 오즈월트 - _______ 씨의 백인 목소리 역
- 테리 크루스 - 서지오 그린 역
- 대니 글러버 - 랭스턴 역
- 스티븐 연 - "스퀴즈" 역
- 아미 해머 - 스티브 리프트 역
- 케이트 벌랜트 - 다이애나 디바우체리 역
- 포리스트 휘터커 - 첫 번째 에퀴세이피언 / 더마리어스 역
- 로자리오 도슨 - 파워 콜러 승강기 목소리 역

## 기타 제작진
- 총괄 제작: 캐럴라인 캐플런, 킴 로스
- 라인 제작: 데비 브루베이커
- 배역: 이디 벌래스코
- 미술: 제이슨 키즈바데이